# 노동당 (영국)
노동당(勞動黨, Labour Party, 문화어: 레이버당)은 영국의 중도좌파 정당으로 사회민주주의와 민주사회주의를 지향하고 있다. 현재 당대표는 키어 스타머 영국 총리이다. 현재 원내 의석수는 413석으로 과반 의석수를 차지하는 집권여당이며, 과거 영국의 유럽연합 탈퇴 이전의 유럽 의회에서는  사회민주진보동맹에 속해 있었다.
1900년에 제임스 키어 하디가 노동자의 정치 진출을 위해 창당하였으며 1920년대부터 자유당을 제치고 보수당과 함께 영국의 양당으로 자리잡게 되었다. 노동당은 전후 건강 보험을 실시한 클레먼트 애틀리, 1960년대에서 1970년대 집권하며 사형제를 폐지하는 등 진보적 정책을 펼친 해럴드 윌슨, 그리고 제3의 길을 표방하며 영국의 경제 성장을 도운 토니 블레어를 총리로 배출하였다. 1990년대 이전까지 노동당은 민주사회주의를 표방하는 정당이였으나, 토니 블레어가 당수로 선출된 이후 노동당은 '신 노동당(New Labour)'이라는 구호를 내걸며 민주사회주의 노선을 포기하고, 당 강령에서도 민주사회주의를 삭제하였다. 이후 당이 우경화되며 자유주의, 제3의 길로 우회하였고, 이에 정통 노동당원들이나 사회민주주의자들은 "블레어가 노동당의 기본 이념을 배반했으며, 선거에서 승리하기 위해 당을 계속해서 오른쪽으로 움직이고 있다" 라고 비판하였으며, 노동당의 이념 정체성에 의문을 제기하는 사람들도 많았다.
2010년 총선에서 보수당으로의 정권교체 이후 신 노동당 정책이 여러 한계와 문제점을 드러내자 노동당은 점점 다시 좌파 성향을 띠게 되었고, 2015년 급진좌파 성향의 제러미 코빈이 당수로 선출되면서 토니 블레어의 노선을 대대적으로 바꿀 것이라 표명했기 때문에 이전의 노동당으로 되돌아 갈 것으로 예상되었다. 이후 코빈이 반유대주의자라는 의혹이 제기됐고, 노동당이 브렉시트에 관해 확실한 입장을 내놓지 못하면서 2019년 영국 총선에서 코빈의 노동당이 참패하였다. 이에 대해 코빈은 2020년 봄 전당대회에서 새로운 대표가 선출되면 물러나겠다고 하였고, 그리하여 전당대회에서 이긴 키어 스타머가 노동당의 당수를 맡게 되었다.
장미를 당의 상징으로 쓰고 있으며, 당가로는 짐 코넬이 작사한 적기가를 쓴다.

## 역사

### 창당
1881년 사회민주동맹(SDF)가 설립되었다. 사회민주동맹은 마르크스주의 정당으로 후에 노동대표위원회는 참가하였으나 노동당 창당에는 불참하였다.
1884년 1월 4일 시드니 웨브, 비어트리스 웨브 부부에 의해, 노동당의 전신이 되는 페이비언 협회가 설립되었다. 페이비언 협회에는 조지 버나드 쇼, 허버트 조지 웰스가 참가하였다.
1896년 독립노동당이 설립되었으며, 1900년에는 사회민주동맹, 페브리언 협회, 독립노동당의 3단체와 65개의 노동조합이 참가하여 노동대표위원회를 결성, 램지 맥도널드를 의장으로 선출하였다. 이후 1906년 노동대표위원회를 의회 정당으로 조직을 변경하여 '노동당'이라고 개칭하고, 키어 하디를 의장으로 선출하였다. 그해 2월 8일 치러진 영국 총선에서 노동당은 29석을 획득하였다.

### 두 차례의 세계 대전
1914년 램지 맥도널드를 포함한 많은 당원이 제1차 세계대전에 반대하였다. 전쟁 반대를 주창하지 않는 아서 핸더슨이 의장직을 이끌었다. 1916년에는 데이비드 로이드 조지에 의한 거국 내각 정권 참가하였으며, 1918년 시드니 웨브의 협력하에 〈사회주의 강령〉을 발표, 동4조로 '생산수단의 국유화'를 선언하였다.
1924년 자유당과 연립하여 맥도널드 내각이 탄생하였으며, 1929년에는 총선에서 창당 이래 처음으로 제1당에 등극하면서 제2차 맥도널드 내각이 성립되었다.
|1931년 세계 대공황에 대한 대응으로 맥도널드가 당과 대립. 일부 의원이 탈당하여, 맥도널드파, 보수당, 자유당과의 국민 정부가 성립되었다. 이후 1935년까지 맥도널드가 국민정부의 총리를 역임하였으며, 총리가 스탠리 볼드윈, 네빌 체임벌린 등 보수당 대표에게 넘어간 이후로도 국민정부 정권에 참가하였다. 1940년에는 보수당 대표 윈스턴 처칠이 이끄는 거국 내각 체제에 참가하였다.

### 전후 체제
1945년 총선에서 393석을 획득하며 압승을 거두었으며 보수당은 야당이 되었다. 이는 노동당 단독으로 처음으로 과반수의 의석을 점유한 선거이기도 했다. 클레먼트 애틀리 대표는 총리가 되어 첫 단독 정권을 수립하였다.
1946년에는 리처드 크로스먼을 중심으로 당내 좌파 그룹 '킵 레프트'를 결성하였다. 1951년 4월에는 예산 논의와 관련, 국방비 확보를 위해 휴 게이츠컬 재무장관이 의치와 안경의 유료화를 주장한 것에 대해 어나이린 베번 보건장관이 반대하여 장관직을 사퇴, 해럴드 윌슨도 사퇴하였다. 그해 10월 25일 치러진 총선에서는 제1당 자리를 보수당에게 내주며 야당으로 밀려났다.
1955년 12월 14일 휴 게이츠컬이 당수로 취임하였다. 이 시점에서 노동당은 온건파가 득세하여, 정권 교체의 포석이 되었다. 1959년에는 게이츠컬 대표가 국유화를 정한 당규약 제4조의 개정을 시도하였으나 실패로 돌아갔다. 1963년 1월 18일 갑작스럽게 사망하면서 부대표 조지 브라운이 임시 당대표직에 올랐으며, 2월 14일 해럴드 윌슨이 신임 당대표로 당선되었다.

### 해롤드 윌슨·제임스 캘러헌
1964년 10월 16일 치러진 총선에서 해롤드 윌슨이 이끄는 노동당이 승리하여 정권 교체를 이루었으며, 제1차 윌슨 내각이 수립되었다. 윌슨 정권은 6년간의 집권 끝에 1970년 총선에서 패하여 다시 야당으로 밀려났다. 1973년 10월 노동당은 전당대회를 개최하여 사회주의 사상에 입각한 〈1973년 강령〉을 채택하였다.
이듬해 1974년 2월 28일 치러진 총선에서 301석을 획득하며 제1당에 올랐으나 과반 달성에는 실패하였다. 당시 보수당이 297석, 자유당이 14석으로 헝 의회 국면에서 두 정당간의 연립내각 협상이 실시되었으나 결렬되었다. 결국 노동당은 과반의석 확보에 실패한 상태에서 제2차 윌슨 내각을 수립하였으며, 그해 10월 10일
총선을 다시 한번 실시, 319석을 획득하며 과반수를 확보하는 데 성공하였다.
1976년 해롤드 윌슨이 사퇴함에 따라 치러진 대표 선거에서 제임스 캘러헌이 당대표로 당선, 제임스 캘러헌 정권이 성립되었다. 그러나 이 시기 영국 경제의 쇠락과 연이은 파업으로 정권심판을 바라는 민심이 급증하였고, 결국 1979년 5월 3일 실시된 총선에서 마거릿 대처가 이끄는 보수당에 패배, 노동당은 약 12년에 달하는 집권기를 끝내고 야당으로 밀려났다.

### 80년대~90년대 야당 시절
1980년 11월 4일 당대표 선거에서 마이클 풋이 당대표에, 데니스 히리가 부대표에 당선되었다. 그러나 이듬해 1981년 당내 갈등으로 우파 성향의 로이 젱킨스, 셜리 윌리엄스, 데이비드 오언, 윌리엄 로저스 4인조가 탈당해, 사회민주당을 결성하였다. 사회민주당은 이후 자유당과 합당하여 지금의 자유민주당이 된다.
1983년 6월 11일 실시된 총선에서 일방적 핵군축 단행, 유럽경제공동체 (EEC) 탈퇴 등의 좌경화 공약을 내세웠으나 포클랜드 전쟁 등으로 민심을 사로잡은 보수당에 대패하였다. 이 총선에서 획득한 209석은 전후 노동당이 기록한 최저 의석수에 해당됐다. 마이클 풋 대표는 총선 패배의 책임을 지고 물러났으며, 그해 11월 당대표 선거에서는 당대표에 닐 키넉이, 부대표에 로이 해터즐리가 당선되었다.
1987년 6월 11일 치러진 총선에서도 지난 선거와 비교할 경우 20석밖에 획득하지 못한 229석에 그치면서 마거릿 대처가 이끄는 보수당에 패배하였다. 1990년 마거릿 대처가 인두세 논란으로 인한 전국민 시위로 총리직을 사퇴하였고 보수당에서는 존 메이저를 신임 당대표로 내세워 그 뒤를 이었다.
다음 총선인 1992년 4월 9일 총선에서는 정권교체 분위기가 점쳐졌으나 예상을 깨고 271석을 획득, 과반의석수를 확보하지 못하며 다시 한번 야당으로 남게 되었다. 7월 18일 닐 키넉 대표는 총선거 패배의 책임을 지고 당대표에서 물러났으며, 이어지는 당대표 선거에서는 존 스미스와 마거릿 베킷이 각각 당대표와 부대표로 당선되었다. 1993년 10월 노동당은 대표 선출·의원 후보자의 결정·대회로의 채결 방법에 관한 규약을 개정하여 블록 투표제를 폐지하였다. 이듬해 1994년 5월 12일 존 스미스 대표가 사망하면서 베킷 부대표가 권한대행을 맡았다.

### 토니 블레어
1994년 7월 21일 치러진 당대표 선거에서 토니 블레어가 당선, 부대표 선거에서는 존 프레스콧이 당선되었다. 토니 블레어는 '신노동당'이란 새로운 슬로건을 내걸며 노동당의 중도화, 우경화를 꾀하기 시작하였다. 그 결과 1995년 4월 임시당대회가 개최되어, 생산수단의 당강령 제4조 (국유화 조항)가 개정되었다. 같은해 5월 치러진 지방선거에서 노동당이 압승을 거두었으며, 10월에는 당대회 개최되어 블레어 지도부가 진행하는 정책 재검토안을 압도적 다수로 승인하였다.
1997년 5월 1일 치러진 총선에서 418석을 획득하며 압승을 거두었으며 제1차 블레어 정권이 수립되었다. 블레어 정권은 국민들의 압도적인 지지에 힘입어 1998년 성 금요일 협약을 체결하여 북아일랜드 문제 해결에 기여하고, 영국 상원을 개혁하는 등의 정책을 펼쳐 나갔다. 첫 총선으로부터 4년 후인 2001년 6월 7일 실시된 총선에서 토니 블레어의 노동당은 412석을 획득하며 기존의 의석수를 거의 유지하는 또 한번의 압승을 거두었으며 제2차 블레어 내각이 수립되었다.
2003년 이라크 전쟁 발발 이후 당내 좌파 계열인사는 물론 야당인 보수당이 반대하는 와중에서도 미국의 군사개입에 적극 동참하여 이라크 파병 결정을 내렸다. 이어지는 반전 시위와 논란 속에 2005년 5월 5일 실시된 총선에서 356석을 거두며 의석수가 대폭 줄어들었으나 과반수를 유지하면서 제3차 블레어 정권이 출범하였다. 노동당의 3연임 집권은 이번이 사상 처음이었다. 2006년 4월 26일 내각장관 스캔들과 불상사가 동시에 발각되어, 노동당 지지도가 추락하는 이른바 노동당의 검은 수요일 사태를 맞이하였다. 그로부터 며칠 뒤 5월 4일 실시된 지방선거에서 노동당은 참패하였으며, 이튿날 토니 블레어 총리는 선거 패배로 인한 내각 개조를 실시, 제3차 토니 블레어 개조 내각이 성립되었다.
2007년 토니 블레어는 10년간의 재임을 끝내고 총리직에서 사퇴하였다. 그해 6월 28일 실시된 대표 선거에서 블레어 내각의 재무장관 출신이었던 고든 브라운이 당선되어 브라운 정권이 출범했다. 같은 날 치러진 부대표 선거에서 해리엇 하먼이 당선되었다. 2008년 10월 3일에는 내각개편을 실시하여 고든 브라운 개조 내각이 출범하였으며, 이듬해 2009년 6월 5일 지방선거 패배로 내각 개조를 다시 실행, 고든 브라운 재개조내각이 출범하였다.

### 2010년대 야당 시절
2010년 5월 6일 총선에서 258석을 획득하며 데이비드 캐머런이 이끄는 보수당에 제1당을 내주었다. 그러나 보수당 역시 과반의석수 확보에는 실패하여 연립정권 수립 협상이 개시되었고, 이 과정에서 노동당은 자유민주당과의 협의에 나섰으나 자유민주당은 보수당을 선택, 고든 브라운은 당대표에서 물러나게 되었다. 그해 9월 25일 당대표 선거에서 에드 밀리밴드가 당대표로 당선되었다.
다음 총선인 2015년 5월 7일 총선에서 232석을 획득하며 캐머런이 이끄는 보수당에 다시 한번 패배하였다. 선거가 끝난 후 밀리밴드 대표는 사임서를 제출하였고, 9월 12일 당수 선거에서 제러미 코빈을 당대표로 선출하였다.
2019년 12월 12일 총선에서 203석을 거두며 보리스 존슨이 이끄는 보수당에 패배하였다. 선거가 끝난 후 코빈이 사임서를 제출, 2020년 4월 4일 당대표 선거에서 키어 스타머가 당대표로 선출되었다.

## 역대 당수

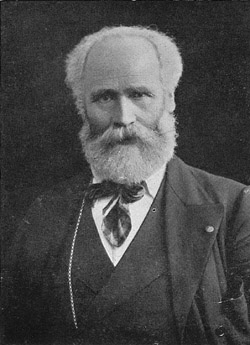
제임스 키어 하디, 1906-1908
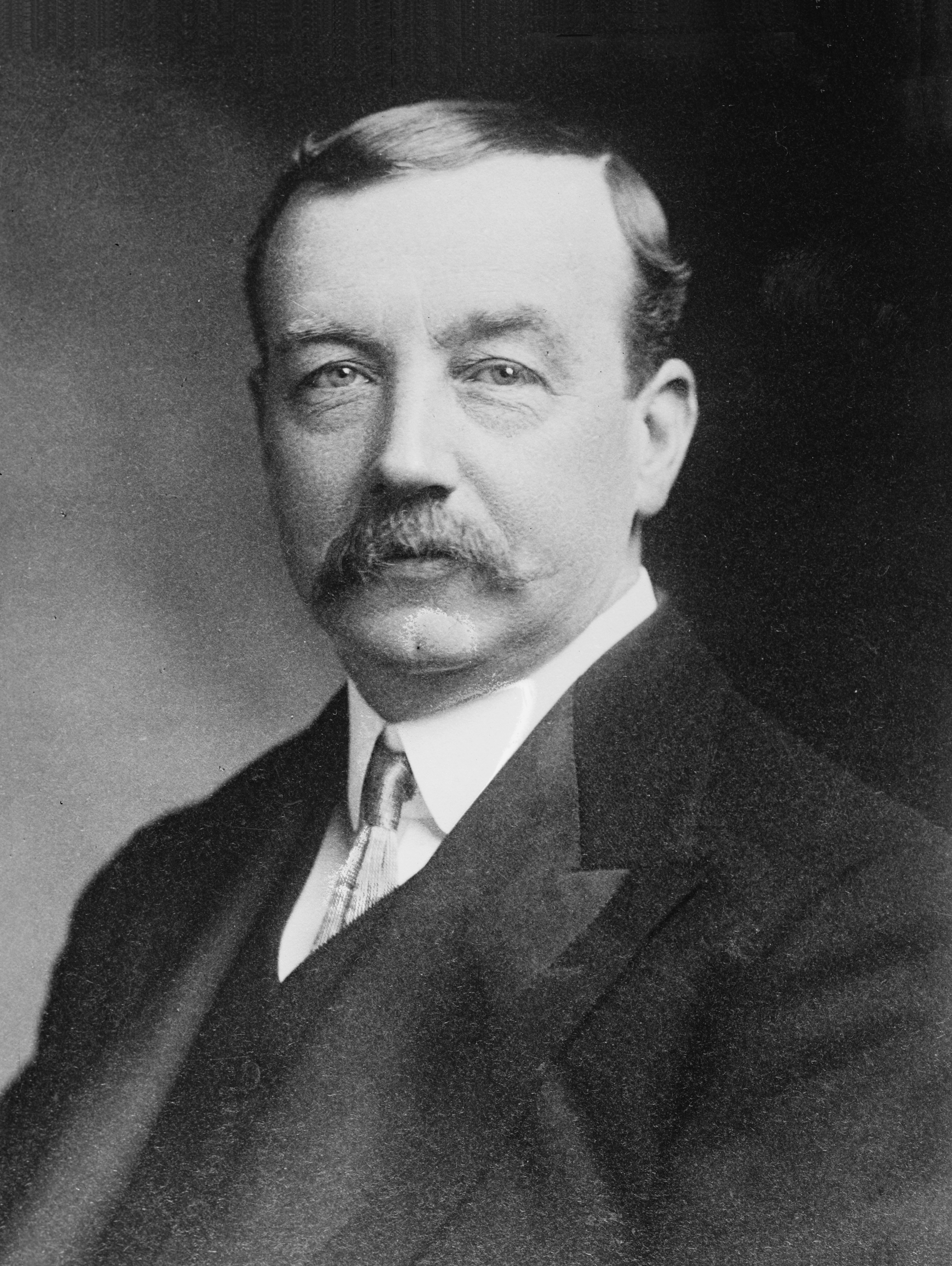
아서 헨더슨, 1908-1910
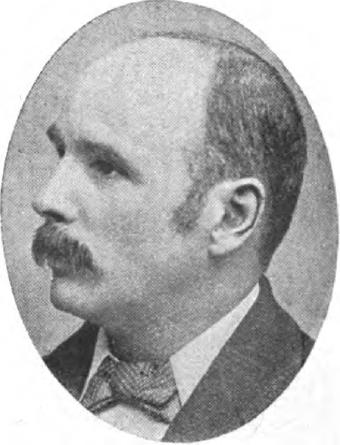
조지 니콜 반스, 1910-1911
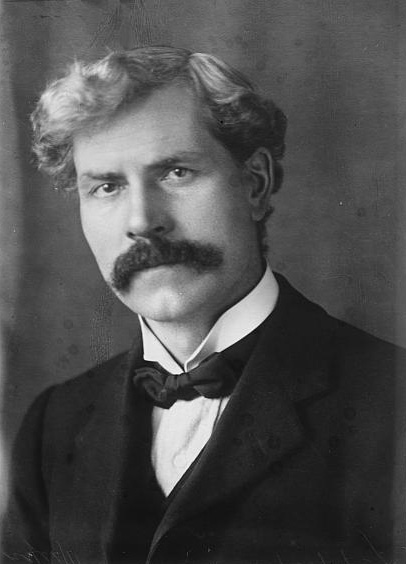
램지 맥도널드, 1911-1914
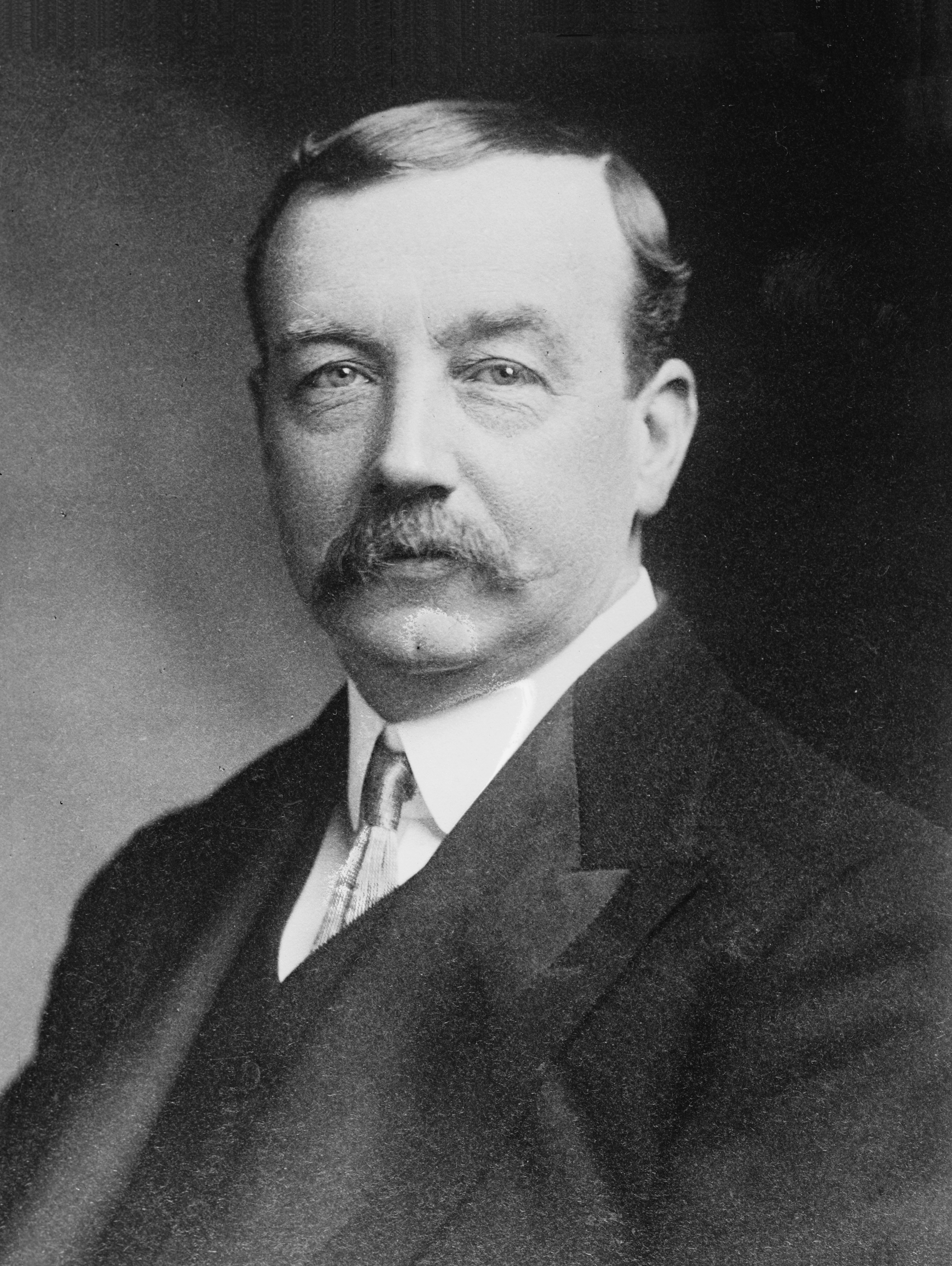
아서 헨더슨, 1914-1917
윌리엄 애덤슨, 1917-1921
존 로버트 클라인스, 1921-1922
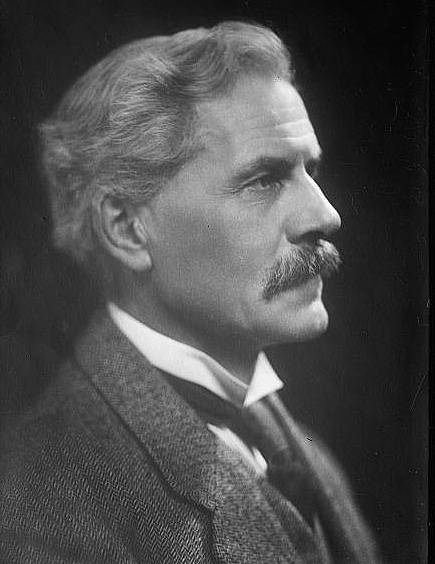
램지 맥도널드, 1922-1931
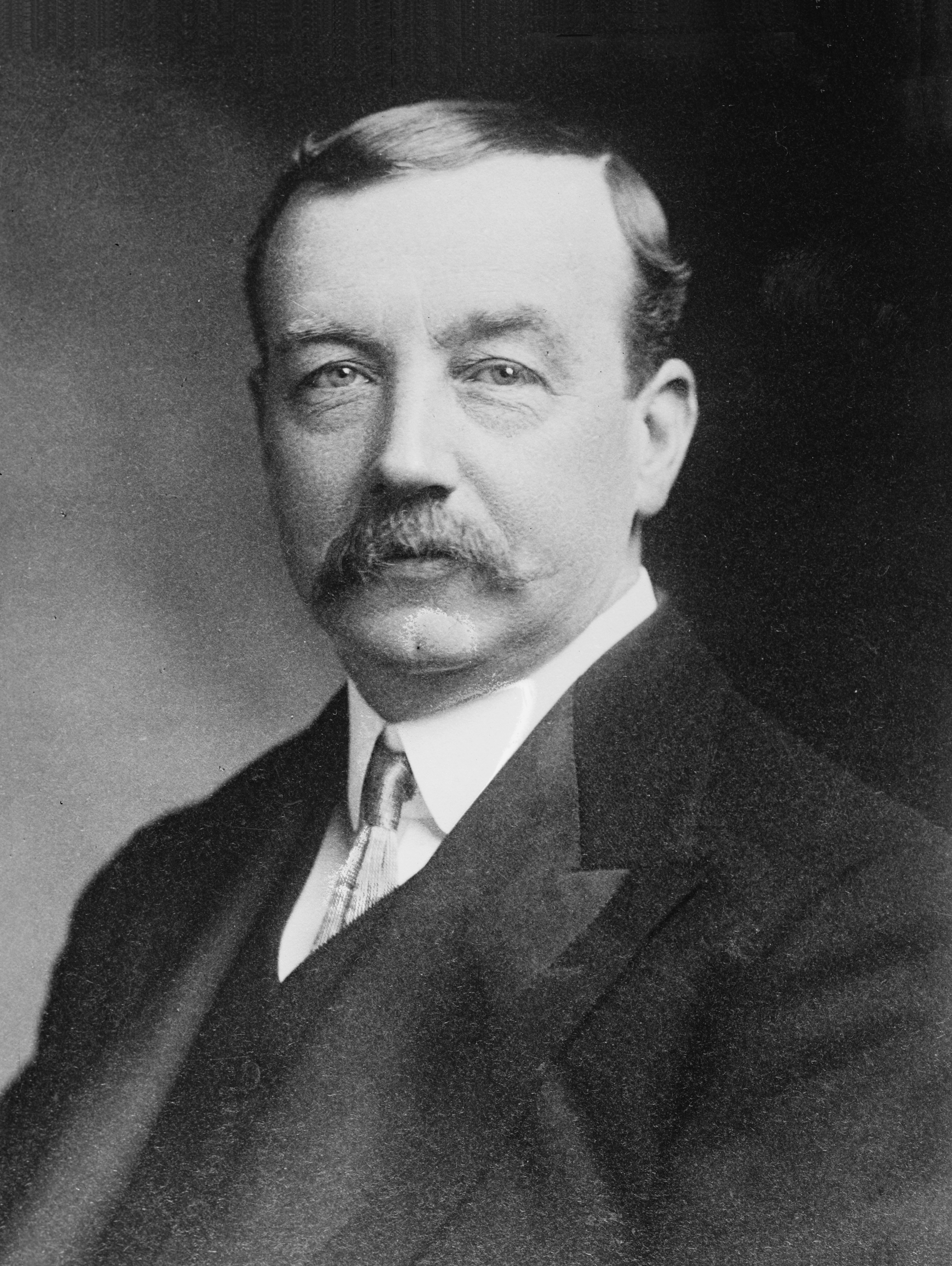
아서 헨더슨, 1931-1932
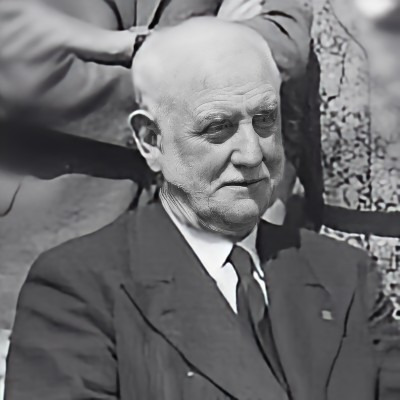
조지 랜즈버리, 1932-1935
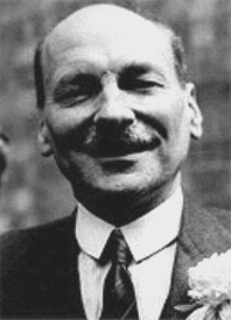
클레먼트 애틀리, 1935-1955
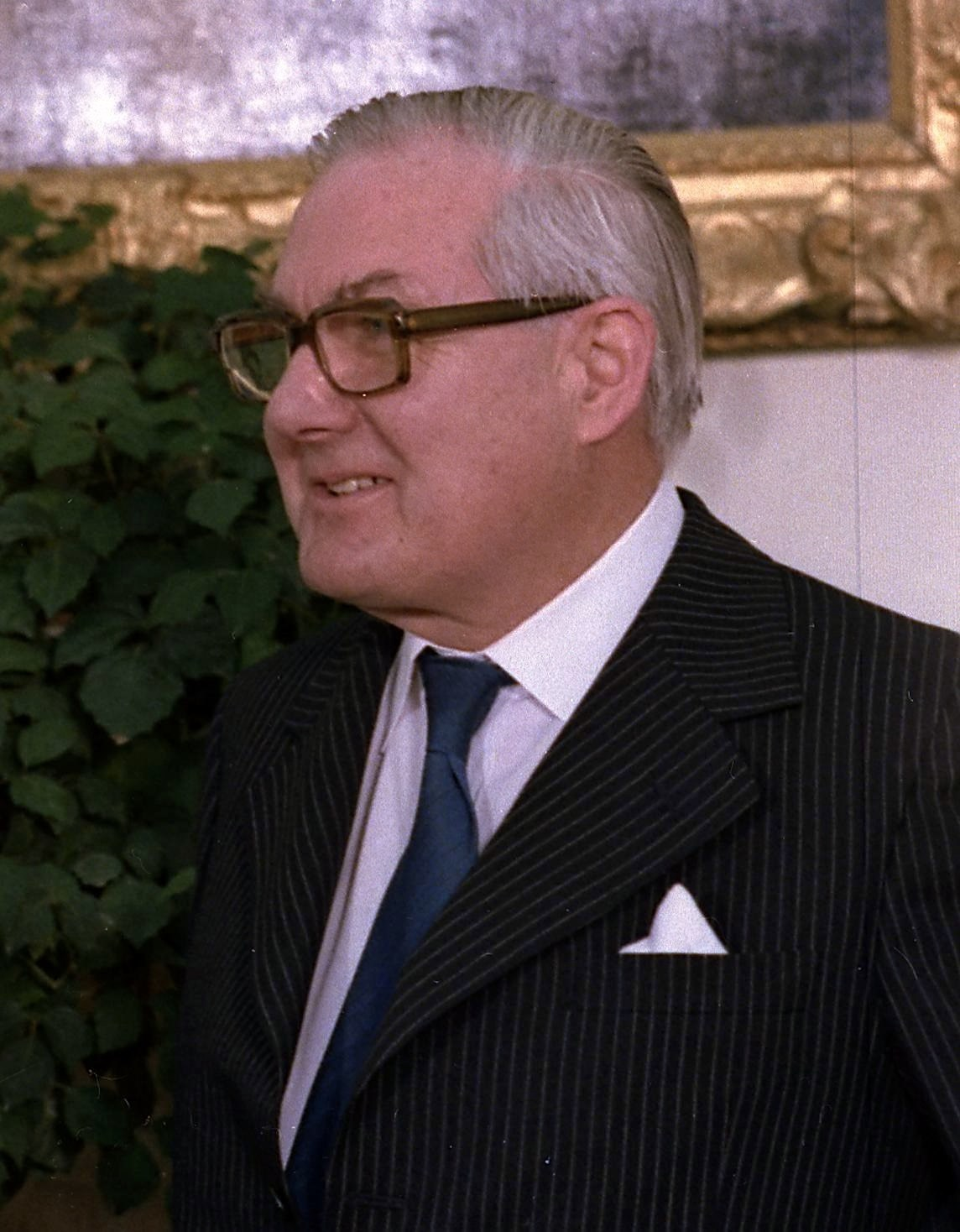
제임스 캘러헌, 1976-1980
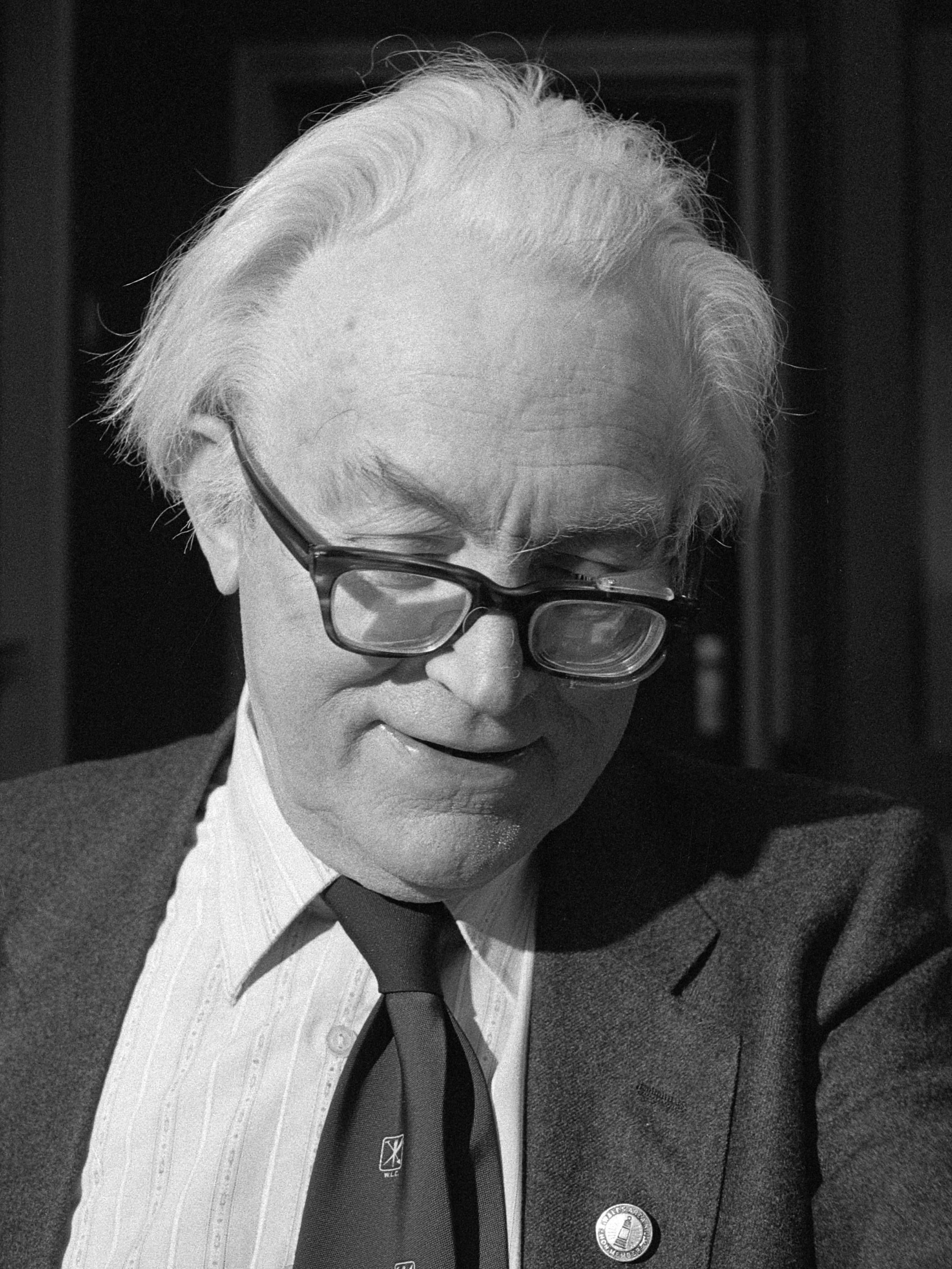
마이클 푸트, 1980-1983
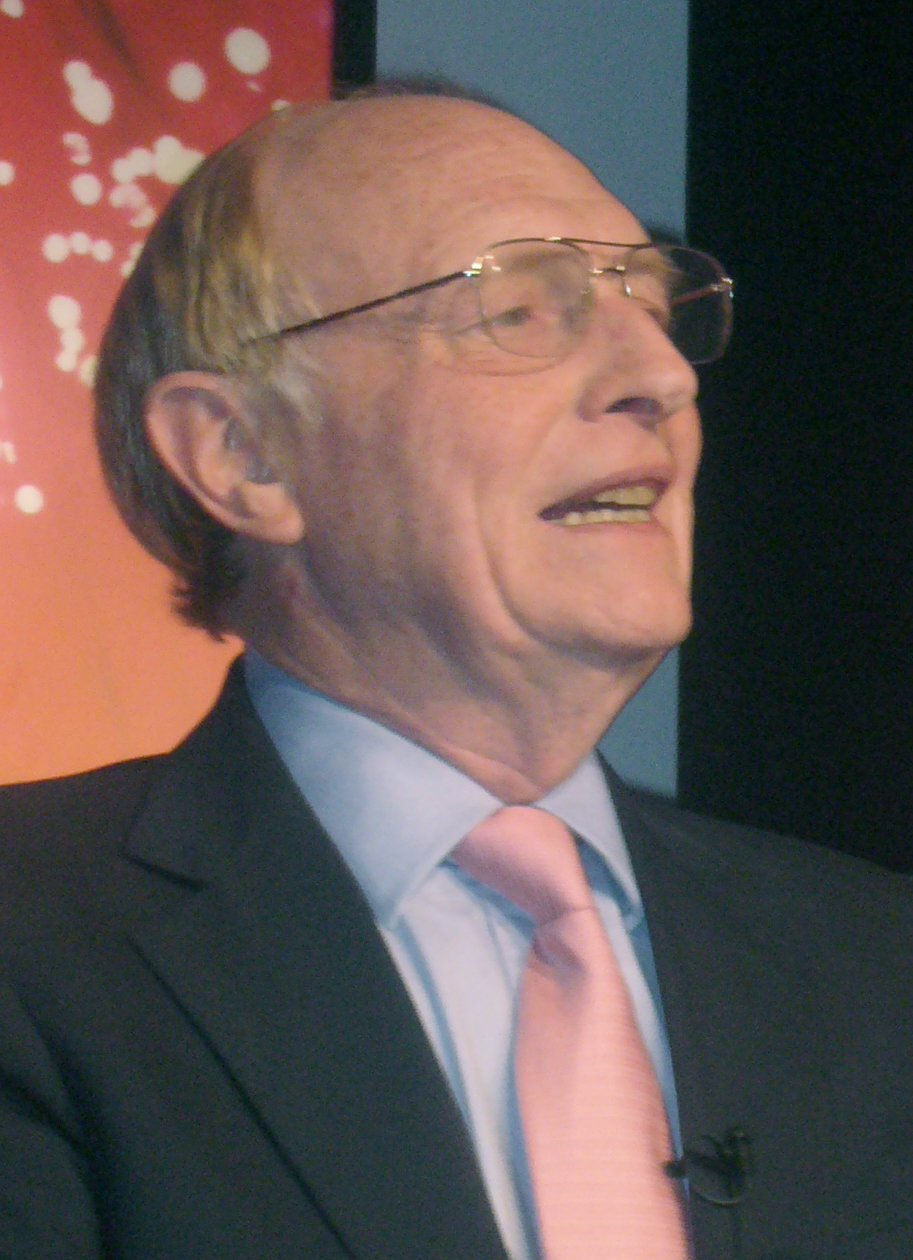
닐 키넉, 1983-1992
존 스미스, 1992-1994
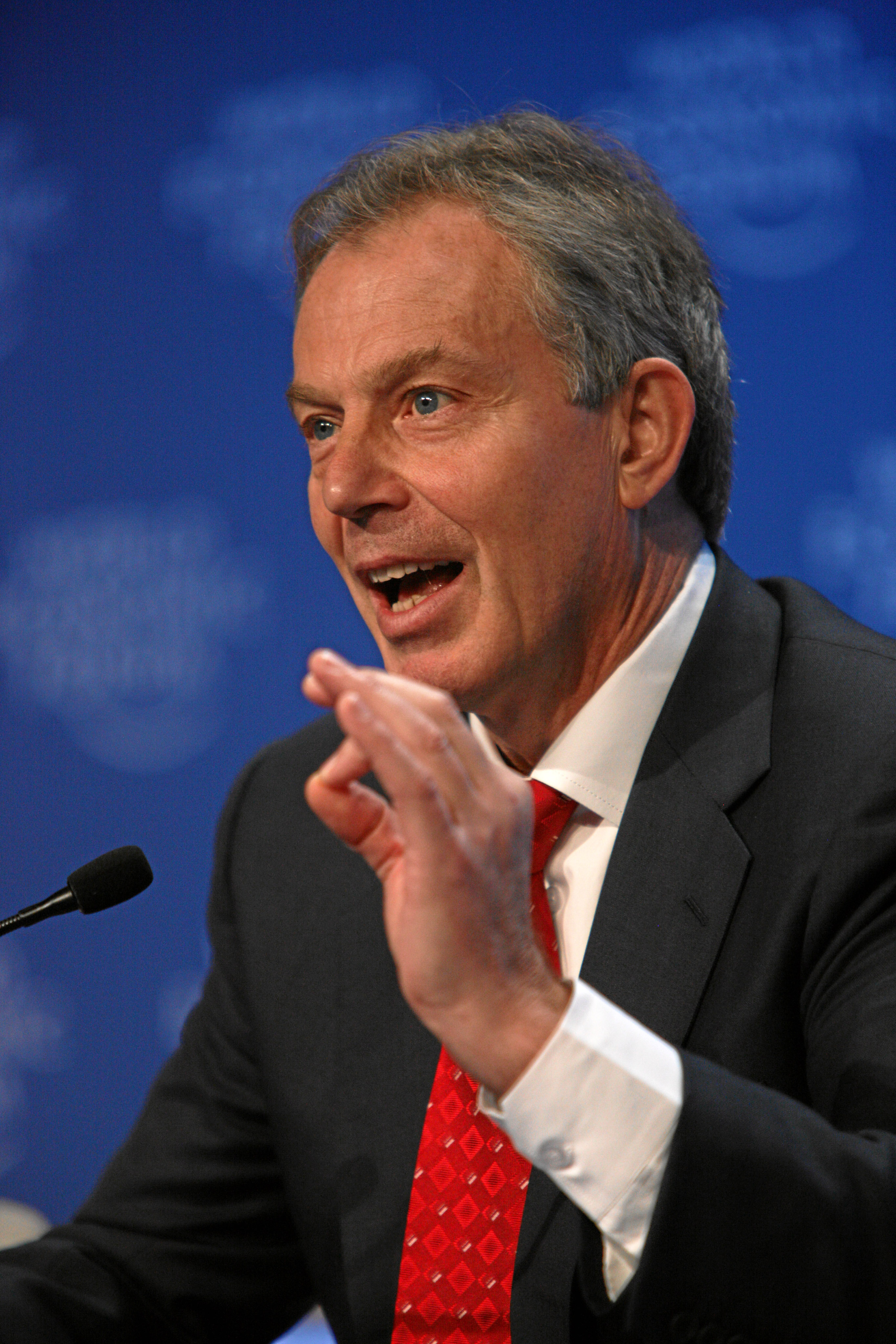
토니 블레어, 1994-2007
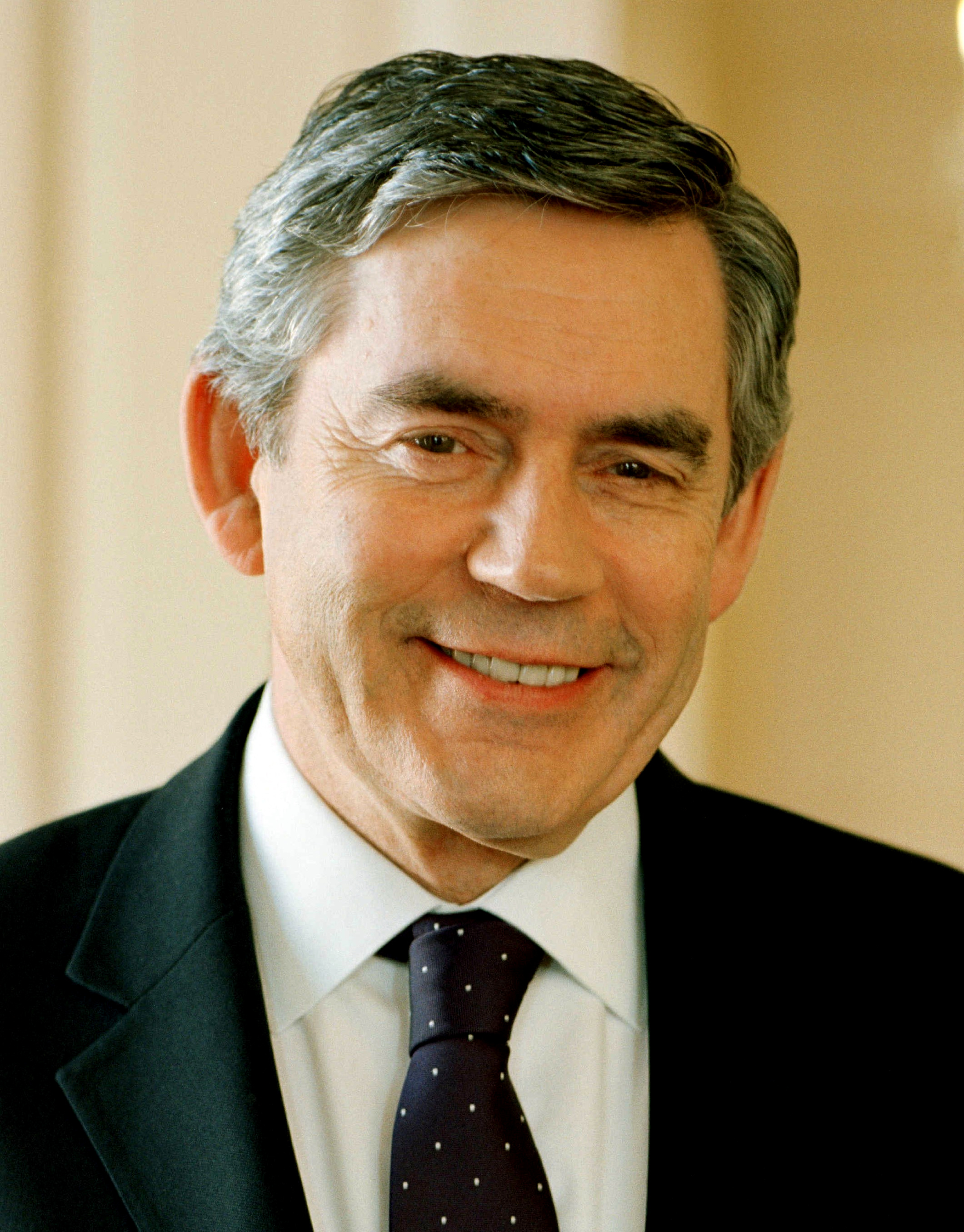
고든 브라운, 2007-2010
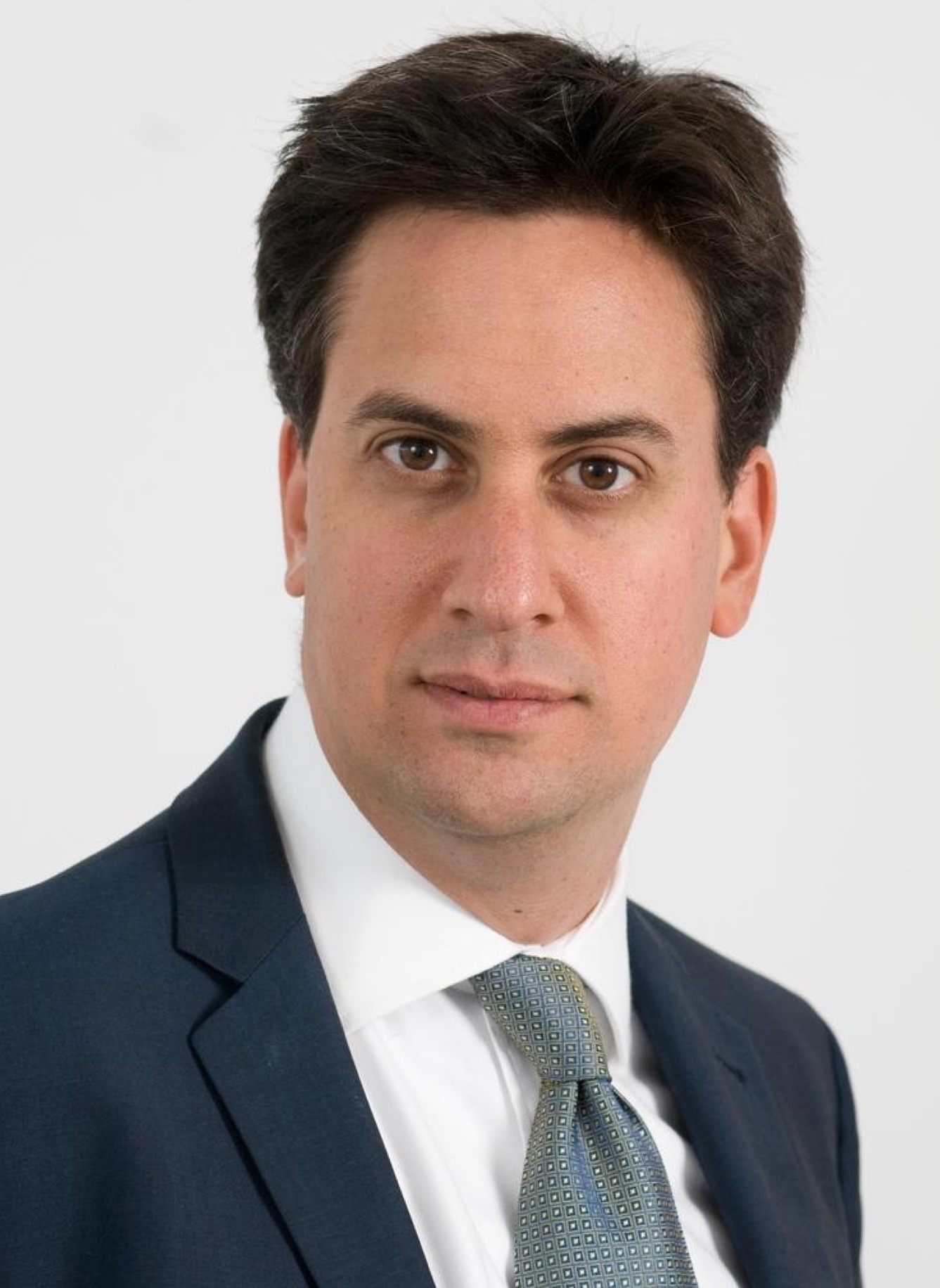
에드 밀리밴드, 2010-2015
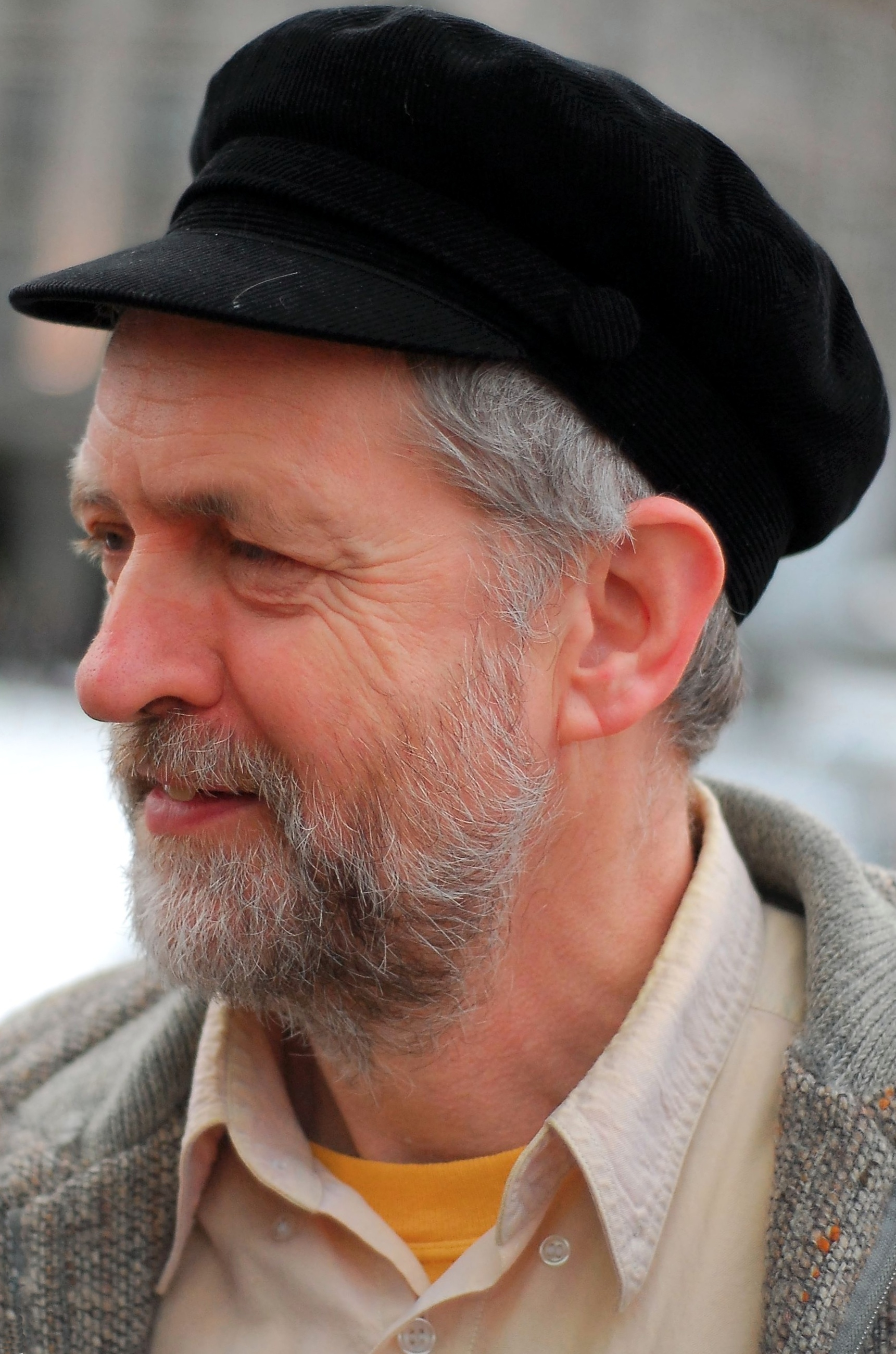
제러미 코빈, 2015-2020
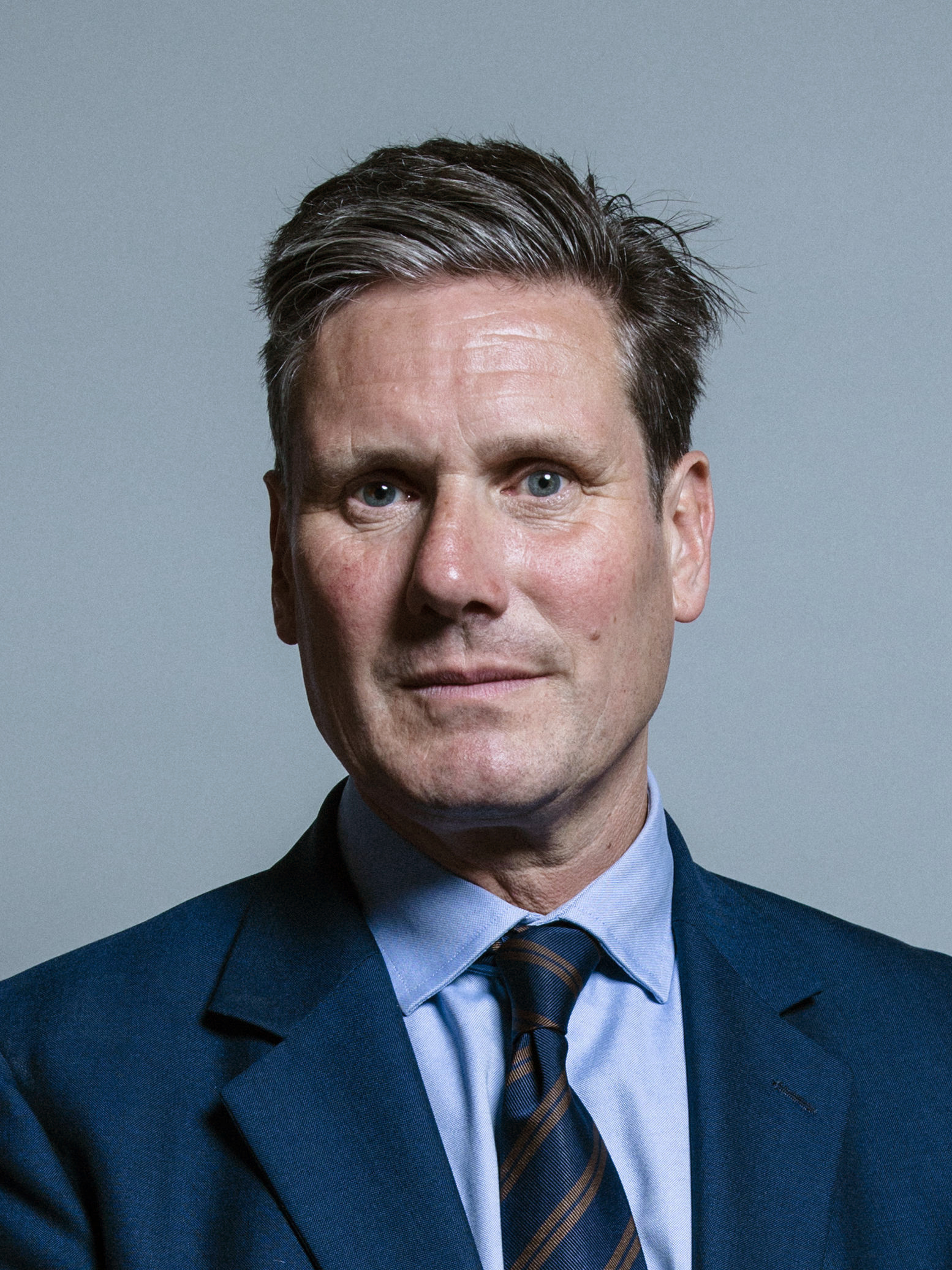
키어 스타머, 2020-

## 역대 선거결과
1918년 영국 총선에서 보수당과 자유당의 연립내각이 출범함에 따라 노동당은 제1야당으로 부상하였다. 또 1922년 영국 총선부터 현재까지 집권여당이나 제1야당의 지위 중 하나를 번갈아 유지하고 있다.
노동당이 처음으로 집권하게 된 것은 1923년과 1929년 영국 총선에셔였으며, 특히 1929년 총선에서는 창당 이래 처음으로 제1당 지위에 오르게 되었다. 원내 과반수를 차지하여 단독내각을 꾸리게 된 것은 1945년 총선이 처음이다.
이후 1950년 총선에서도 승리하여 정권연장에 성공하였으나 이듬해 치러진 1951년 영국 총선에서는 역대 최다 득표율인 48.8%를 기록하고도 보수당에 의석수가 뒤져 야당으로 밀려났다. 이와 대비되는 역대 최소 득표율은 1983년 영국 총선에서 기록한 27.6%였다. 1997년 영국 총선에서는 역대 최다 의석수인 418석을 차지하며 약 13년간 집권하였다.
2010년 영국 총선에서 과반의석을 잃고 보수당-자유민주당 연립내각이 들어서면서 다시 야당이 된 노동당은 이후 치러진 3차례의 선거에서 모두 패배하였다. 가장 최근에 치른 총선은 2024년 영국 총선이며 413석을 차지, 압승을 거두었다.
| 선거    | 당선자    | 득표율 | 당 대표          |
| ------- | --------- | ------ | ---------------- |
| 1892    | 0 / 670   | 0.01%  | 제임스 키어 하디 |
| 1895    | 0 / 670   | 1.1%   | 제임스 키어 하디 |
| 1900    | 2 / 670   | 1.8%   | 제임스 키어 하디 |
| 1906    | 29 / 670  | 4.8%   | 제임스 키어 하디 |
| 1910.1  | 40 / 670  | 7.6%   | 아서 헨더슨      |
| 1910.12 | 42 / 670  | 7.1%   | 조지 반스        |
| 1918    | 57 / 707  | 20.8%  | 윌리엄 애덤슨    |
| 1922    | 142 / 615 | 29.7%  | 존 클라인즈      |
| 1923    | 191 / 615 | 30.7%  | 램지 맥도널드    |
| 1924    | 151 / 615 | 33.3%  | 램지 맥도널드    |
| 1929    | 287 / 615 | 37.1%  | 램지 맥도널드    |
| 1931    | 46 / 615  | 29.4%  | 아서 헨더슨      |
| 1935    | 154 / 615 | 38%    | 클레먼트 애틀리  |
| 1945    | 393 / 640 | 47.7%  | 클레먼트 애틀리  |
| 1950    | 315 / 625 | 46.1%  | 클레먼트 애틀리  |
| 1951    | 295 / 625 | 48.8%  | 클레먼트 애틀리  |
| 1955    | 277 / 630 | 46.4%  | 클레먼트 애틀리  |
| 1959    | 258 / 630 | 43.8%  | 휴 게이츠켈      |
| 1964    | 317 / 630 | 44.1%  | 해럴드 윌슨      |
| 1966    | 364 / 630 | 48%    | 해럴드 윌슨      |
| 1970    | 288 / 630 | 43.1%  | 해럴드 윌슨      |
| 1974.2  | 301 / 635 | 37.2%  | 해럴드 윌슨      |
| 1974.10 | 319 / 635 | 39.2%  | 해럴드 윌슨      |
| 1979    | 269 / 635 | 36.9%  | 제임스 캘러헌    |
| 1983    | 209 / 650 | 26.7%  | 마이클 풋        |
| 1987    | 229 / 650 | 30.8%  | 닐 키넉          |
| 1992    | 271 / 651 | 34.4%  | 닐 키넉          |
| 1997    | 418 / 659 | 43.2%  | 토니 블레어      |
| 2001    | 413 / 659 | 40.7%  | 토니 블레어      |
| 2005    | 355 / 646 | 35.2%  | 토니 블레어      |
| 2010    | 258 / 650 | 29%    | 고든 브라운      |
| 2015    | 232 / 650 | 30.4%  | 에드 밀리밴드    |
| 2017    | 262 / 650 | 40%    | 제러미 코빈      |
| 2019    | 202 / 650 | 32.2%  | 제러미 코빈      |
| 2024    | 413 / 650 | 76.3%  | 키어 스타머      |

## 같이 보기
- 자유민주당 (영국)
- 보수당 (영국)
- 신노동당